# Spencer Bernard
Spencer Thomas Bernard (* 5. Februar 1918 in Rush Springs, Grady County, Oklahoma; † 9. März 2001 ebenda) war ein US-amerikanischer Politiker. Zwischen 1979 und 1987 war er Vizegouverneur des Bundesstaates Oklahoma.

## Werdegang
Über die Jugend und Schulausbildung von Spencer Bernard ist nichts überliefert. Er verbrachte die meiste Zeit seines Lebens in Rush Springs, wo er eine Erdnussverarbeitungsfirma betrieb. Außerdem war er in der Landwirtschaft als Farmer und Rancher tätig. Politisch wurde er Mitglied der Demokratischen Partei. Zwischen 1960 und 1978 saß er als Abgeordneter im Repräsentantenhaus von Oklahoma. Dabei war er sechs Jahre lang als Speaker pro Tempore stellvertretender Vorsitzender dieser Kammer.
1978 wurde Bernard an der Seite von George Nigh zum Vizegouverneur von Oklahoma gewählt. Dieses Amt bekleidete er nach einer Wiederwahl zwischen 1979 und 1987. Dabei war er Stellvertreter des Gouverneurs und Vorsitzender des Staatssenats. Nach seiner Zeit als Vizegouverneur ist er politisch nicht mehr in Erscheinung getreten. Er starb am 9. März 2001 in Rush Springs, wo er auch beigesetzt wurde.